# Mode:lina architekci
mode:lina architekci – polska pracownia projektowa z Poznania, założona w 2009 przez Pawła Garusa i Jerzego Woźniaka. Jej projekty były publikowane w ok. 100 wydawnictwach krajowych i międzynarodowych. Wielokrotnie nagradzana w międzynarodowych i krajowych konkursach za projekty wnętrz.
W 2015 roku mode:lina znalazła się w gronie finalistów konkursu "Życie w Architekturze" zorganizowanego pod patronatem Prezydenta RP oraz uzyskała tytuł "Ulubieńca Polski" w tym samym konkursie. Równolegle otrzymała również nagrodę EuroShop RetailDesign Award 2015 wręczaną podczas największych targów biznesowych – EuroShop oraz wyróżniona w konkursie Design Alive Awards 2015. W 2017 architektom przyznano międzynarodową nagrodę Finest Interior Award 2016 w kategorii Best Office Interior za projekt biura Opera Software.

## Konkursy i nagrody[5]
Rozgłosu architektom przysporzyły liczne sukcesy w polskich i międzynarodowych konkursach:
- nagroda Finest Interior Award 2016:contract w kategorii Najlepsze Wnętrze Biurowe dla projektu Opera Software Wrocław
- finaliści w konkursie projektowym LAMBORGHINI ROAD MONUMENT
- nominacja dla projektu TOKYO TEY w konkursie EuroShop RetailDesign Award 2017
- nominacja dla projektu HIGH5 Training Centre w konkursie Best Office Awards 2016
- nagroda Acanthus Aureus 2016 wręczona przez Międzynarodowe Targi Poznańskie dla pawilonu Frunctoplant
- nominacja dla Restauracji LIDL w konkursie EuroShop RetailDesign Award 2016
- wyróżnienie czytelników w konkursie DesignAlive Award 2015 w kategorii Kreator
- nominacja w konkursie Finest Interior Award 2015
- nagroda EuroShop RetailDesign Award 2015 dla sklepu Jabłka Adama
- nagroda ”Ulubieniec Polski" dla projektu Run Colors w konkursie "Życie w Architekturze 2015"
- finaliści konkursu Życie w Architekturze 2015 - Run Colors w kategorii "Najlepsze Wnętrze Publiczne"
- wyróżnienie w rankingu 16 Najlepszych Architektów przed 40 w przewodniku "Awangarda jutra? / Mapa" wydanym przez Centrum Architektury i Wzornictwa w Łodzi
- wyróżnienie w konkursie FOORNI FEST 2013 za projekt wnętrza wine baru Fiesta del Vino
- 1. miejsce w VII edycji konkursu im. Macieja Nowickiego "Architektura Innowacyjna" (2013)
- 1. miejsce w konkursie ReVita Wielkopolsko za koncepcję Hydroponicznej Przepompowni w Pile (2012)
- III nagroda w konkursie Polskie Wnętrze 2011 w kategorii Wnętrze Publiczne przyznana przez portal sztuka-wnetrza.pl za projekt Quotel
- 1. miejsce w konkursie FOORNI FEST 2012 w kategorii "Wnętrze dla Kowalskiego" za Bookbox Loft
- 1. miejsce w kategorii "Nowy budynek powyżej 1000 m2" w konkursie Fasada Roku 2011 organizowanym przez firmę BAUMIT
- wyróżnienie w konkursie ReVita Wielkopolsko za koncepcję Wieżoportu (2011)
- wyróżnienie w konkursie Future Generation w ramach targów Arena Design 2011
- wyróżnienie w konkursie na Przebudowę i Rozbudowę Galerii Miejskiej "Arsenał" i Muzeum Wojska Polskiego w Poznaniu
- zwycięstwo w poznańskiej edycji "Akcja Kreacja - Projektowanie na Żywo" (2010)